# Fampoux
Fampoux is een gemeente in het Franse departement Pas-de-Calais (regio Hauts-de-France). De plaats maakt deel uit van het arrondissement Arras. Fampoux telde op 1 januari 2022 1.243 inwoners.

## Geografie
De oppervlakte van Fampoux bedroeg op 1 januari 2022 8,64 vierkante kilometer; de bevolkingsdichtheid was toen 143,9 inwoners per km².

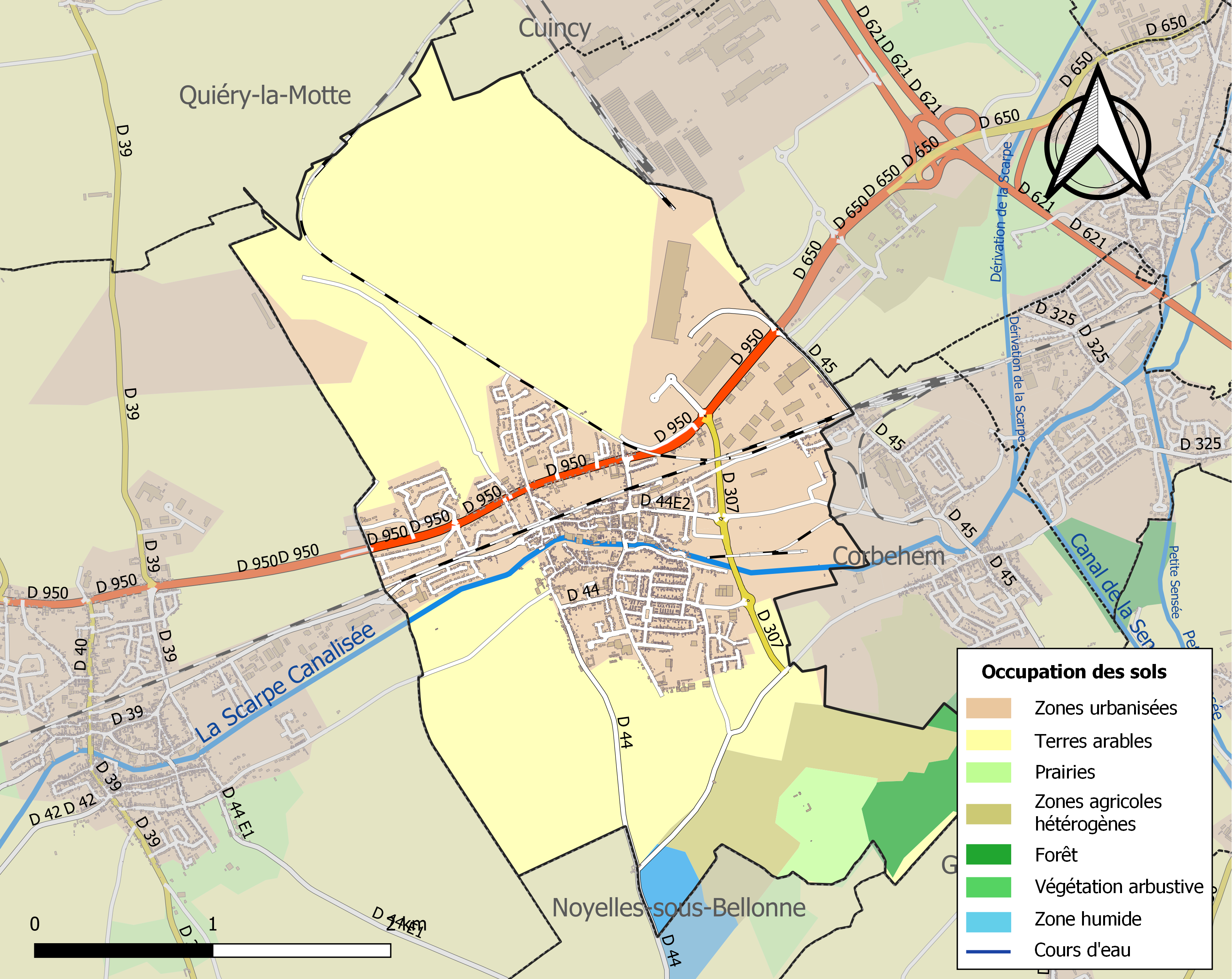
Kaart van de gemeente met belangrijkste infrastructuur, bodemgebruik en omliggende gemeenten

## Demografie
Onderstaande figuur toont het verloop van het inwonertal (bron: INSEE-tellingen).

## Bezienswaardigheden
Op het grondgebied van de gemeente liggen verschillende Britse militaire begraafplaatsen met gesneuvelden uit de Eerste en/of Tweede Wereldoorlog: 
- Crump Trench British Cemetery
- Fampoux British Cemetery
- Happy Valley British Cemetery
- Level Crossing Cemetery
- Sunken Road Cemetery (Fampoux)
- Fampoux Communal Cemetery